# Smiley Face
Smiley Face ist eine US-amerikanisch-deutsche Komödie aus dem Jahr 2007. In den Hauptrollen spielen Anna Faris, Danny Masterson, Adam Brody und John Krasinski.

## Handlung
Jane F. lebt in Los Angeles mit ihrem schrägen Mitbewohner Steve in einer Wohngemeinschaft. Jane hat BWL studiert, arbeitet aber als Schauspielerin und konsumiert regelmäßig Marihuana, was ihren Mitbewohner stört.
Der Film beginnt mit einer Szene, in welcher Jane sich auf dem Scheitelpunkt eines Riesenrades wiederfindet, woraufhin die Handlung auf 9 Uhr am selben Tag zurückspringt, als Jane kiffend am Computer spielt. Als sie mit einer Fressattacke zum Kühlschrank geht, findet sie schmackhaft aussehende Cupcakes, welche von ihrem Mitbewohner für eine Science-Fiction-Convention gebacken wurden, und vertilgt sie alle. Ohne es zu wissen, befand sich in den Cupcakes eingebackenes Marihuana, womit sie sich versehentlich noch mehr berauscht.
Zuvor hatte sie eine Liste mit Erledigungen verfasst, die sie nun, beeinträchtigt, abzuarbeiten versucht. Das Geld, das für das Begleichen der Stromrechnung vorgesehen war, setzt sie bei ihrem Dealer Steve ein, um neue Cupcakes zu backen. Doch kann sie ihn nicht voll auszahlen. Deswegen soll sie um 15 Uhr auf dem Hanffestival in Venice erscheinen und ihm dort das restliche Geld geben, ansonsten würden er und seine Leute ihr Mobiliar pfänden. Doch zuvor will sie ein Vorstellungsgespräch besuchen. Der Plan für den Tag klingt gut, aber Janes Zustand erlaubt es ihr nicht, auch nur die kleinsten Probleme des Alltags zu bewältigen.
Als Jane versucht, neue Cupcakes zu backen, wird sie durch einen Anruf abgelenkt und so brennt das wertvolle Marihuana auf dem Herd an. Doch hat sie eine Reserve an hochwertigen Marihuana, welches sie teuer verkaufen will, um ihre Schulden zu bezahlen. Das Vorstellungsgespräch verpatzt sie, als sie der Chefin ihr Gras verkaufen will. Als die Chefin die Polizei anruft, flieht sie und vernichtet ihre Reserve, indem sie es in der Toilette des Gebäudes herunterspült, um die Beweise zu vernichten. Nach erfolglosen Telefonaten, bleibt ihr nur noch die Hilfe ihres nervigen Verehrers Brevin Ericson, einem Freund ihres Mitbewohners. Er holt sie ab und will ihr die benötigten 500 Dollar leihen, hat aber nicht so viel Bargeld bei sich und er muss, bevor sie zur Bank fahren können, zunächst zum Zahnarzttermin. Als er dort seine Geldbörse im geparkten Auto auf dem Armaturenbrett vergaß, schlug ein Dieb die Scheibe ein und stahl es. Ein herbeigerufener Polizist verunsichert die bekiffte Jane so sehr, dass sie sich Hals über Kopf aus dem Staub macht.
Sie flüchtet in das Haus des ihr bekannten Professors Peter Howard und bestärkt dessen Mutter Shirley darin, dass sie die erwartete neue Assistentin ihres gerade abwesenden Sohnes ist, woraufhin sie ihr eine deutsche Originalausgabe des kommunistischen Manifestes von 1848 mitgibt. Dieses äußerst wertvolle Manifest soll in den Safe des Professors überführt werden, doch Jane will es verkaufen, um all ihre Probleme zu lösen. In einer fremden Waschküche in einem der Nachbarhäuser, in der sie sich das Manifest betrachtet, wird sie von einem der Bewohner entdeckt. Dieser fühlt sich von ihr gestört und ruft schließlich die Polizei.
Jane flüchtet erneut und erspäht einen Fleischtransporter mit offener Ladefläche, von dem sie sicher ist, er würde nach Venice fahren, dort wo das Hanffestival stattfindet. Doch fährt der Transporter nach El Monte in ein Fleischkombinat, wo sie um Ärger wegen unbefugten Eindringens zu entgehen vorgibt Gewerkschaftsvorsitzende zu sein, und ein marxistisches Selbstgespräch über die industrielle Unterdrückung der Arbeiter führt, bis sie vom Abteilungsleiter rausgeschmissen wird. Danach gelangt sie per Mitfahrgelegenheit zum Hanffestival in Venice. Dort kommt sie jedoch zu spät an und verpasst ihren Dealer Steve. Am Venice Beach findet sie Tickets für das Riesenrad und fährt damit. Als ihre Verfolger dort auftauchen, schmeißt sie das kommunistische Manifest herunter, um es zurückzugeben, wobei es jedoch in der Luft zerreißt und dessen Seiten überall herumfliegen.
Ihr Mitbewohner Steve kommt währenddessen wieder zurück und findet die Wohnung nahezu leer vor. Er sieht, dass seine Cupcakes aufgegessen wurden, das angebrannte Marihuana in der Pfanne und dass der Strom abgestellt wurde. Jane wurde zu fünf Jahren auf Bewährung und 1500 Stunden gemeinnütziger Arbeit verurteilt. Der Film endet damit, dass Jane am Straßenrand mit anderen Strafarbeitern von einem Sheriff bewacht, den Straßenrand vom Müll säubern muss.

## Kritik
Bei Rotten Tomatoes erhielt der Film 68 % positive Reviews. Das Gesamturteil lautete:

„Obwohl viele der Witze bereits zuvor gemacht wurden, machen Anna Faris strahlende Leistung und Gregg Arakis scharfe Regie Smiley Face zu mehr als einer durchschnittlichen Kiffer-Komödie.“

(„Although many of the jokes have been done before, Anna Faris’s bright performance and Gregg Araki’s sharp direction make Smiley Face more than your average stoner comedy.“)

## Auszeichnungen
Faris gewann den „Stoner of the Year“ Preis im Rahmen der Stony Awards, am 13. Oktober 2007 für ihre Rolle in Smiley Face.